# R136a1

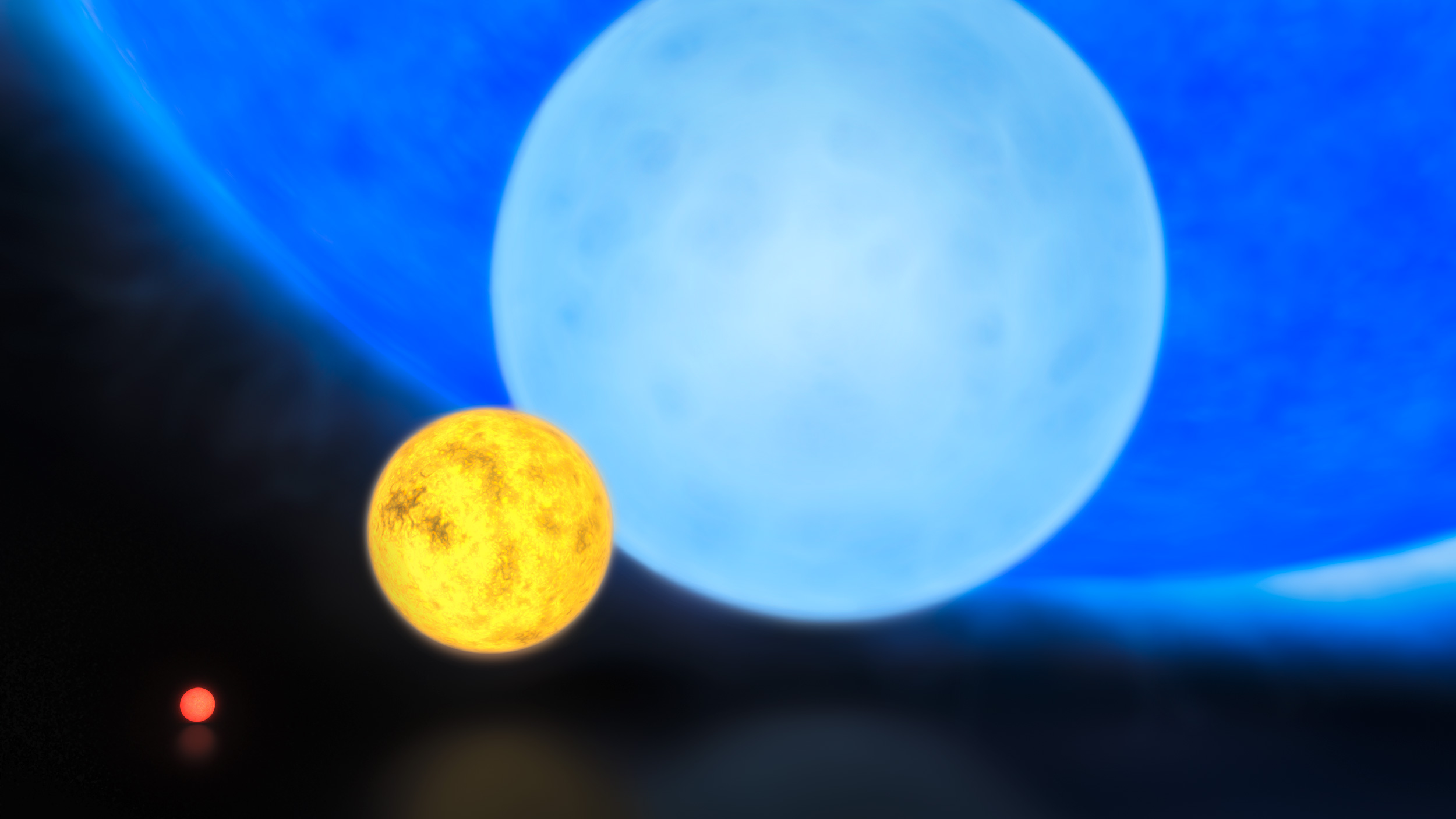
أربعة نجوم من اليسار إلى اليمين (مقارنة الأحجام): قزم أحمر، والشمس وقزم أزرق والعملاق الفائق آر136 إيه1. (ليس آر136 إيه1 أكبر النجوم حجما وإنما يو واي سكوتي، آر136 إيه1 أكبرهم كتلة).

النجم أر 136 إيه1 في الفلك (بالإنجليزية: R136a1) هو نجم عملاق عظيم فائق أزرق، وطبقا لقائمة أكبر النجوم فهو يعتبر أكبر النجوم كتلة تشاهد حتى الآن، حيث تبلغ كتلته نحو 265 كتلة شمسية.
كما يسجل هذا العملاق الرقم القياسي حتى الآن في قائمة أكبر النجوم من حيث قيمة اللمعان المطلق حيث تبلغ شدة ضياؤه 8,700,000 مرة أشد من ضياء شمسي.
وهو أحد أعضاء التجمع النجمي آر136 الموجود في مركز سديم العنكبوت الذي يسمى أحيانا تجمع أبو سيف 30، في مجرة ماجلان الكبرى. وقد قامت مجموعة الفلكيين بجامعة شيفيلد بتعيين كتلة هذا العملاق.

## اكتشافه
نشرت أنباء اكتشاف هذا النجم العملاق الفائق في المجلات العلمية في يوليو 2010، حيث استخدمت مجموعة علماء الفلك العاملة تحت اشراف الأستاذ الدكتور باول كروثر بقسم الفيزياء الفلكية بجامعة شيفيلد التلسكوب العظيم التابع للمرصد الأوروبي الجنوبي الموجود في شيلي بالإضافة إلى بيانات من تلسكوب هابل الفضائي وقاموا بدراسة التجمعين النجميين إن جي سي 3603 ونجم آر 136 إيه 1.
وكان يُعتقد في الماضي أن R136a جرم سماوي بالغ الكتلة وأنه يعادل بين 1000 - 3000 كتلة شمسية
.
ثم أفصحت التحليلات التي أجريت على آر 136 إيه بواسطة مطيافية التصوير المجسم عن طبعته وتبين أنه تجمع نجمي كثيف.
ووجدت مجموعة الفلكيين في ذلك التجمع النجمي عدة نجوم لها درجات حرارة سطحية تبلغ 40.000 كلفن، أي أعلى من درجة حرارة الشمس سبع مرات (درجة حرارة الشمس 5780 كلفن)، وفي نفس الوقت تتميز تلك النجوم بدرجة تألق أكبر ملايين المرات من ضياء الشمس. كما وجدوا 3 نجوم على الأقل تبلغ كتلة كل منها نحو 150 كتلة شمسية.

## خواصه الفيزيائية
النجم العملاق آر136 إيه1 من نوع نجم ولف-رايت له درجة حرارة سطحية تبلغ 50.000 كلفن.
ومثله مثل نجوم أخرى قريبة لحد إدنجتون فقد قام هذا النجم العملاق بتشتيت جزءا كبيرا من كتلته الأولية في الفضاء في هيئة رياح نجمية مستمرة تنطلق منه. ويعتقد أنه لا بد وأن تكون الكتلة الابتدائية لهذا العملاق الفائق عند نشأته كانت تبلغ 320 كتلة شمسية، أي أن النجم فقد نحو 50 كتلة شمسية من مادته منذ نشأته خلال ملايين السنين السابقة.
تنفجر النجوم التي تبلغ كتلتها بين 8 و150 كتلة شمسية عند نهاية عمرها (بعد أن تكون قد استهلكت وقودها النووي من الهيدروجين) في هيئة مستعر أعظم، ويتقلص قلبها ويصبح إما نجما نيوترونيا أو ثقبا أسودا.
وبعد أن اكتشف العلماء أنه توجد نجوم أيضا ذات كتلة تبلغ 150 إلى 300 كتلة شمسية فيعتقد العلماء أن تلك النجوم العملاة الفائقة سوف تنتهي في هيئة مستعر فوق عظيم، وهو انفجار هائل يطلق فيه النجم من الطاقة ما يزيد عن 100 انفجار مستعر أعظم (1046 جول).
وقد يموت النجم بتقلص قلبه طبيعيا بسبب قلة الوقود في هيئة مستعر أعظم ازدواجي غير مستقر. فقد يتولد عن اندماج الهيدروجين في قلب النجم أعدادا كبيرة من أزواج الإلكترون-بوزيترون - (إنتاج زوجي) - التي تخفض الضغط الحراري في باطن النجم إلى درجة يتقلص عندها باطنه ولو جزئيا وينكمش. فإذا حدث للعملاق آر 136 إيه1 مثل ذلك الانفجار فإنه لا يخلف ورائه ثقبا أسودا ، وإنما ينفجر إلى عشرات الكتل الشمسية من الحديد في باطنه وتتشتت في الفضاء بين النجوم في هيئة بقايا مستعر أعظم.

## عواقب في فيزياء النجوم
قبل اكتشاف هذا النجم الفائق الكتلة كان الفلكيون يعتقدون أن للنجوم كتل قصوى تبلغ نحو 150 كتلة شمسية. ورغم أن  أر136 إيه1  قد يكون في الحقيقة نجمين وليس نجما واحدا فيبقى تجمع كتلة مقدارها 265 كتلة شمسية حقيقة تنقض حد الكتلة (150 كتلة شمسية) التي كان يظنها العلماء من قبل كحد أقصى.
ومع اعتبار الكتلة البالغة للنجوم العملاقة يسري الاندماج النووي فيها بمعدل سريع، أي أن في منطقة كبيرة في باطن العملاق منهم تتحول المادة إلى طاقة وهذه لا بد وأن تعمل بواسطة الإشعاع على تشتيت الطبقات السطحية في الفضاء ومنع تراكمها على النجم. أي أن تلك الرياح النجمية الناشئة من النجم بفعل الإشعاع الشديد تعمل على عدم تراكم مادة جديدة عليه تزيد من كتلته. لهذا تحير الكتلة الفائقة التي وصل إليها آر136 إيه1 وكذلك عدة عمالقة عظيمة فائقة أخرى العلماء. وهذا يعني ان نظرية تكون النجوم وتطورها السائدة حاليا لا بد وأن يُعاد النظر فيها.

## وصلات خارجية
- موقع الكون في الإنترنت.